# ویکتور دوروی
ویکتور دوروی (به فرانسوی: Victor Duruy) مورخ و سیاستمدار قرن نوزدهم میلادی اهل فرانسه است.